# DJ Ross
DJ Ross (született Rossano Prini, 1973. augusztus 13.) olasz lemezlovas. 17 évesen lépett fel először, Észak-Olaszországban. Ő fedezte fel Erika-t, aki szintén az Italo dance stílusban zenél.

## Élete
Könyvelőnek tanult, de konzervatóriumot is végzett.
2004-ben Erika-val és Magic Box-szal közösen fellépett a brazil Planet Pop Fesztiválon. 2007-ben felfigyelt rá az egyik legnagyobb olasz dance rádió (M2O), ahol nem sokkal később munkát is kapott, saját rádió műsort vezet The Bomb címmel. 1997 óta a SPY Records kiadó A&R menedzsere.

## Diszkográfia
- 2007: To The Beat (EP)
- 2006: Beat Goes On (EP)
- 2005:
  - Get Up (EP)
  - Arsenium  – Love Me…
  - Love Me …. (EP)
- 2004:
  - Floating in Love (kislemez)
  - Dragostea Din Tei (EP, dj ross remixes)
  - Grupo Mamey  – Obsesiòn (EP)
  - Hot Parade 2004  (Mixed By: DJ Ross & Paolo Sandrini)
  - Hot Parade 2005  (Mixed By: DJ Ross & Paolo Sandrini)
- 2003:
  - Smile (EP)
  - Lonely (EP)
  - Hot Parade 2003 (Mixed By: DJ Ross & Paolo Sandrini)
- 2002:
  - Emotion (kislemez)
  - Emotion (EP)
  - Dreamland (remixes)
  - Dreamland (EP)
  - Dreamland (kislemez)
  - Hot Parade (Mixed By: DJ Ross & Paolo Sandrini)
  - Waiting For Your Love (EP)
- 2001: John Wayne - Stone Phazers (kislemez, remixek)
- 2000:  Vengaboys  – Uncle John From Jamaica (remix)
- 1997: C.M. – Dream Universe (remix)